# أندرو إيدج
أندرو إيدج (بالألمانية: Andrew Edge)‏ هو مغني وكاتب أغاني نمساوي، ولد في 8 ديسمبر 1956.

## وصلات خارجية
- الموقع الرسمي
- أندرو إيدج على موقع ميوزك برينز (الإنجليزية)
- أندرو إيدج على موقع ديسكوغز (الإنجليزية)